# 滕國春
滕國春（？—？）為中國清朝武官官員。滕國春於1892年（光緒18年）奉旨接替吳光忠，於台灣地區擔任台灣北路協副將。而隸屬台灣鎮之下的此官職是台灣清治時期中的這階段，台南以北之台灣中南部及北部的駐地最高武官將領。1895年，台灣邁入日治時期，該官職裁撤。
| 前任： 吳光忠 | 台灣北路協副將 1892年上任 | 繼任： 無 |